# Konstantín Igropulo
Konstantín Valérievich Igropulo (ruso: Константин Валерьевич Игропуло; 14 de abril de 1985, Stávropol, Rusia) es un exjugador de balonmano ruso que jugaba de lateral derecho. Era internacional con la selección de balonmano de Rusia.
Participó en los Juegos Olímpicos de 2008 donde fue el octavo máximo goleador con 36 goles.

## Equipos
- Panellinios (2003-2005)
- Chejovskie Medvedi (2005-2009)
- FC Barcelona (2009-2012)
- Füchse Berlin (2012-2016)
- KIF Copenhague (2016-2017)
- Meshkov Brest (2017-2018)
- Orlen Wisła Płock (2019-2020)

## Palmarés

### Chejovskie Medvedi
- Recopa de Europa (2006)
- Liga de Rusia (2006, 2007, 2008, 2009)

### FC Barcelona
- Liga de Campeones de la EHF (2011)
- Liga ASOBAL (2011 y 2012)
- Copa ASOBAL (2010 y 2012)
- Supercopa de España (2010)
- Copa del Rey (2010)

### Füchse Berlin
- Copa de Alemania de balonmano (1): 2014
- Copa EHF (1): 2015
- Mundialito de clubes (2): 2015, 2016

### Meshkov Brest
- Liga de Bielorrusia de balonmano (1): 2018
- Copa de Bielorrusia de balonmano (1): 2018